# Ell
Ell, es una comuna y poblado ubicado en el Cantón de Redange, en Luxemburgo. Está ubicada cerca de la frontera con Bélgica.
El distrito cuenta con 2.354 hectáreas, incluyendo 634 hectáreas de superficie forestal, y 45 hectáreas de caminos fluviales y caminos.